# Colt Canada
Colt Canada (колишня назва Diemaco) канадський підрозділ американського виробника вогнепальної зброї Colt розташований в Кітченері, Онтаріо, Канада.
Завод випускає ручну вогнепальну зброю для збройних сил Канади, правоохоронних органів Канади< Крім того, компанія експортує вогнепальну зброю на міжнародному рівні. Серед відомих закордонних покупців є Норвегія, Данія та Нідерланди.
Основним продуктом компанії є гвинтівка C7 та її модифікації, які виготовляються за ліцензією Colt Defense USA та 40-мм гранатометEAGLE LV, який є ліцензійною копією американського гранатомета  M203. Colt Canada позиціонує себе як "Центр передового досвіду уряду Канади в області стрілецької зброї" і єдиним постачальником канадських збройних сил сімейством гвинтівок C7, незважаючи на те, що він належить США і не пов'язаний з «канадським урядом».